# East Moriches
East Moriches és una concentració de població designada pel cens dels Estats Units a l'estat de Nova York. Segons el cens del 2000 tenia 4.550 habitants.

## Demografia
Segons el cens del 2000, East Moriches tenia 4.550 habitants, 1.510 habitatges, i 1.182 famílies. La densitat de població era de 322,9 habitants per km².
Dels 1.510 habitatges en un 39,7% hi vivien nens de menys de 18 anys, en un 67,5% hi vivien parelles casades, en un 6,8% dones solteres, i en un 21,7% no eren unitats familiars. En el 17% dels habitatges hi vivien persones soles el 7,4% de les quals corresponia a persones de 65 anys o més que vivien soles. El nombre mitjà de persones vivint en cada habitatge era de 2,9 i el nombre mitjà de persones que vivien en cada família era de 3,27.
Per edats la població es repartia de la següent manera: un 26,4% tenia menys de 18 anys, un 6% entre 18 i 24, un 30,2% entre 25 i 44, un 24,9% de 45 a 60 i un 12,5% 65 anys o més.
L'edat mediana era de 38 anys. Per cada 100 dones de 18 o més anys hi havia 93,8 homes.
La renda mediana per habitatge era de 62.005 $ i la renda mediana per família de 71.000 $. Els homes tenien una renda mediana de 50.991 $ mentre que les dones 30.650 $. La renda per capita de la població era de 24.086 $. Entorn del 2,2% de les famílies i el 3,5% de la població estaven per davall del llindar de pobresa.